# ミサイル・ギャップ論争
ミサイル・ギャップ論争(英語: Missile gap)とは、1950年代後半に東西冷戦下のアメリカ合衆国で行われた軍事論争。単に「ミサイル・ギャップ」などと表記される場合もある。

## 背景
1950年代半ばに原子爆弾・水素爆弾などの核兵器を大量に保有していたアメリカであったが、その輸送手段は広島・長崎のように戦略爆撃機で落下させる方法であり、この当時はまだロケットで飛ばすのは研究段階であった。ソビエト連邦が核開発に成功しても、その規模や生産数及び輸送手段においてアメリカは優位であると信じられていた。
しかしソ連はナチス・ドイツのミサイル技術を以って世界初の大陸間弾道ミサイル（ICBM）であるR-7を開発し、1957年10月4日にこのR-7系列のスプートニクロケットによって人工衛星スプートニク1号を打ち上げて人類で初めて人工物体を地球の周回軌道に乗せることに成功した。この時にソ連のニキータ・フルシチョフ首相はミサイル戦略の対米優位を強調した。

## 論争
このスプートニク1号の打ち上げ成功によって、アメリカの自尊心とこの分野における自信は大きく揺らぐことになった。そしてアメリカの核技術の優位は揺らがないものの、ミサイル技術の遅れが命取りになるという論争が生まれた。これは当時のアイゼンハワー大統領が米ソの緊張緩和(デタント)で、ミサイルの研究開発費として若干の予算増を了承した以外は大規模な軍拡競争が始まることを拒否して軍事費の削減を行ったためであった。
この論争は、1958年頃から論じられて当時野党であった民主党上院議員ジョン・F・ケネディもその急先鋒であり、1960年の大統領選挙でケネディが民主党大統領候補になってから対抗馬の共和党ニクソン候補への攻撃材料として使われた。
アメリカはソ連に続く人工衛星「エクスプローラー1号」の打ち上げを成功させ、大陸間弾道ミサイルを中心としたミサイル戦略を進めていたが、ソ連のミサイル配備がどれほど進んでいるのか分からない状況の中で、不安が募るばかりであった。そして不安は疑心暗鬼を呼び、「ソ連の核に対する予防戦争としての先制核攻撃の是非」さえもが公然と論じられるようになった。
アメリカにおける大陸間弾道弾ミサイルの開発はソ連に遅れたが、初のICBM「アトラス」を1959年から実戦配備していた。さらに当時多数保有していた「PGM-17 ソー（1958年実戦配備）」や「PGM-19 ジュピター」などの中距離弾道ミサイルをソビエト近海の北極海から発射し、ソビエト国内の目標へ攻撃を行う「ポラリス計画」をスタートさせ、潜水艦発射弾道ミサイルと呼ばれることになるこのポラリスは、1960年に初めて潜水艦から発射テストが行われ、配備が進められた。

## 論争の終わり
この時期にアメリカの偵察衛星がついにソ連国内の細部の撮影に成功し、ソ連の持つICBMが僅かであることが判明した。アメリカがソ連を質量とも大きく引き離していたことが明らかになったものの、アイゼンハワー政権は下手にソ連を刺激したくなかったこと、国内に軍事費削減の圧力の可能性があったことから自国の優位を誇示することはしなかった。
しかしこのミサイル・ギャップが虚構であることが、ケネディ大統領就任後の1961年2月にケネディ政権で国防長官に就任したばかりのマクナマラ国防長官がミサイル・ギャップを否定したことですぐに明らかになった。これはより以前の1月6日にフルシチョフ首相が「アメリカに対するミサイルの優越性が拡大しつつある」という発言を行ったことに対して、マクナマラが同日の国防省の記者会見で「愚かなこと」と一蹴して「両国はほぼ同数のミサイルを配備している」と述べ、こけおどしだと公然と言ってのけたことによるものであった。 フルシチョフがアメリカでのミサイル・ギャップ論争を逆手に取った発言とも考えられるが、実際はミサイルの弾頭の数では当時ソ連が約300とされるに対してアメリカは約6000の弾頭を保有していた。ケネディ大統領はこの時点ですでに実態について認識していたが、すぐにマクナマラ発言を取り消す声明を出した。だが結局マクナマラとラスク国務長官及びマクジョージ・バンディ国家安全保障担当特別補佐官との協議を経て、同年10月にギルパトリック国防次官が、アメリカはソ連に対して核戦力で優位にあるとの声明を出して、このミサイル・ギャップ論争に終止符を打った。

## ギャップの実態
ミサイル・ギャップの実態としてはアメリカがソ連に対して劣勢であったのではなく、逆にソ連が遥かに劣勢であったのである。ミサイル・ギャップ論争を終わらせた後の翌1962年にアメリカ国防総省が情勢評価した際に、認識していたソ連のICBMが30基であるのに対して、アメリカは220基が実戦配備していたのである。この論争は東西冷戦の中でソ連に対する力の優位を確保し、核戦力及び通常戦力の拡張を急ぎたいタカ派の行動によるものと思われている。
ミサイル・ギャップは皮肉な事態をもたらした。ソ連のニキータ・フルシチョフ首相はソ連を包囲する西側の核戦力に対して東側が脆弱であることを理解しており、1959年に起こったキューバ革命ではキューバのフィデル・カストロ政権を支援し、史上最大の核爆弾を爆発させて西側を威嚇し、やがて1962年の夏、キューバに核ミサイルを運び基地を運用するキューバ危機を引き起こして共産主義陣営の優位性を誇示しようとした。
この時のフルシチョフの目的はキューバを防衛するとともに、アメリカ合衆国本土の近くに核戦力を配備をすることで東西のミサイル・ギャップを挽回することでもあった。